# Stadio Nueva España
Lo stadio Nueva España (in spagnolo: Estadio Nueva España) è un impianto sportivo della capitale argentina Buenos Aires. Sorge nel barrio di Parque Avellaneda ed ha una capienza di 32 500 spettatori.

## Storia e descrizione
Fu inaugurato il 12 febbraio 1981 con un'amichevole tra la squadra locale e il Real Club Deportivo de La Coruña terminata 1-0 a favore del Deportivo Español. La capienza iniziale era di 18.000 spettatori.
Nel 1996 in occasione del quarantennale del club lo stadio fu oggetto di importanti interventi di ristrutturazione ed ampliamento che portarono la capienza a 32.500 posti. Fu anche attivato un modernissimo impianto d'illuminazione. Lo stadio, ribattezzato Nueva España, fu inaugurato il 12 ottobre 1996.
A causa delle difficoltà finanziarie del club, nel 2003 l'impianto fu chiuso e la squadra costretta a migrare in altri impianti della città. Quattro anni dopo, grazie all'interessamento delle autorità cittadine lo stadio fu acquistato da una municipalizzata e ristrutturato grazie anche all'aiuto dei tifosi e dei residenti del quartiere. Il Deportivo Español è tornato a giocare nel suo impianto a partire dalla stagione 2007-08.